# West Englewood (Chicago)

Situation de West Englewood dans la ville de Chicago

West Englewood est l'un des 77 secteurs communautaires de la ville de Chicago aux États-Unis.